# 錦南路5街駅
錦南路5街駅（クムナムノオガえき）は、大韓民国光州広域市北区にある光州交通公社1号線の駅である。駅番号は(105)。

## 駅構造
- 相対式ホーム2面2線の地下駅。

## 駅周辺
- 東部消防署
- 光州銀行本店
- ロッテ百貨店
- 現代百貨店

## 歴史
- 2004年4月28日 - 開業。

## 隣の駅
光州交通公社
●1号線
錦南路4街駅 (105) ‐  錦南路5街駅 (106) ‐ 良洞市場駅 (107)